# Queen Elizabeth (Cheat Codes)
Queen Elisabeth is een nummer van het Amerikaanse dj-trio Cheat Codes uit 2016.
In dit nummer bezingt de liedverteller zijn verliefdheid op een meisje genaamd Elisabeth, die hij zijn "queen Elisabeth" noemt. Het nummer werd enkel een mager succesje in Nederland, waar het de 23e positie bereikte in de Tipparade.

## Tracklijst
- Muziekdownload

1. "Queen Elisabeth" - 3:19